# Novîi Starodub, Petrove
Novîi Starodub (în ucraineană Новий Стародуб) este localitatea de reședință a comunei Novîi Starodub din raionul Petrove, regiunea Kirovohrad, Ucraina.

## Demografie
Componența lingvistică a localității Novîi Starodub
     Ucraineană (89,42%)
     Rusă (8,18%)
     Alte limbi (0,66%)
Conform recensământului din 2001, majoritatea populației localității Novîi Starodub era vorbitoare de ucraineană (89,42%), existând în minoritate și vorbitori de rusă (8,18%) și armeană (1,37%).